# Салигорски рејон
Салигорски рејон (блр. Салігорскі раён; рус. Солиго́рский райо́н) је административна јединица другог нивоа на крајњем југу Минске области у Републици Белорусији. Административни центар рејона је град Салигорск.

## Географија
Салигорски рејон обухвата територију површине 2.498,91 км² и на другом месту је по величини у Минској области. Граничи се са Слуцким, Љубањским и Капиљским рејонима Минске области те са Житкавичким рејоном Гомељске области и Луњинечким и Ганцевичким рејонима Брестске области.
Најважнији водотоци су реке Случ и Морач.

## Историја
Основан је 17. јула 1924. као Старабински рејон, а садањше име носи од 1965. године.

## Демографија
Према резултатима пописа из 2009. на подручју Салигорског рејона стално је било насељено 136.145 становника или у просеку 54,7 ст./км². Од тог броја нешто преко 100 хиљада становника живи у граду Салигорску.
Основу популације чине Белоруси (88,87%), Руси (7,08%) и Украјинци (1%).

## Саобраћај
Кроз рејон пролази магистрални друм Слуцк-Микашевичи, односно железница Салигорск-Слуцк.